# Rude (Slagelse)
Rude is een plaats in de Deense regio Seeland, gemeente Slagelse. De plaats telt 291 inwoners (2008).